# 瀨野站
瀨野站（日语：／ Seno eki */?）是位於廣島縣廣島市安藝區瀨野一丁目，西日本旅客鐵道（JR西日本）山陽本線的車站。車站位於廣島城市網絡內。
此站與鄰站八本松站之間是名為「瀨野八」的大坡道區間（上行往岡山、神戶方向為上坡）。

## 歷史
- 1894年（明治27年）6月10日 - 山陽鐵道糸崎站至廣島站之間開通，此站啟用。為旅客、貨運車站。
- 1906年（明治39年）12月1日 - 山陽鐵道國有化（日语：鉄道国有法），成為官設鐵道車站。
- 1909年（明治42年）10月12日 - 制定路線名稱。成為山陽本線車站。
- 1964年（昭和39年）6月1日 - 終止貨物起卸服務。
- 1987年（昭和62年）4月1日 - 伴隨國鐵分割民營化，車站由西日本旅客鐵道（JR西日本）營運。
- 1992年（平成4年）11月1日 - 綠色窗口開始營業[2]。
- 1997年（平成9年）3月30日 - 加設跨站式站房。月台由2面3線變成2面4線。
- 1998年（平成10年）8月28日 - 隨著空中鐵路服務廣島短距離交通瀨野線啟用，此站鄰接的綠口站啟用。
- 2002年（平成14年）10月5日 - 成為快速「城市快車」的停車站。
- 2005年（平成17年）4月 - 綠色窗口營業時間中加設中途休息時間。
- 2007年（平成19年）
  - 6月4日 - 引入自動閘機（日语：自動改札機）。
  - 9月1日 - 此站可以使用ICOCA。
- 2010年（平成22年）3月13日 - 快速「城市快車」不再停靠此站，只有普通列車停靠此站。
- 2018年（平成30年）
  - 4月1日 - 由JR西日本廣島MAINTEC（日语：JR西日本広島メンテック）負責車站業務，成為業務委託車站。
  - 7月6日 - 發生2018年7月西日本豪雨使車站暫停服務。
  - 8月18日 - 此站至海田市站之間重開[3]。
  - 9月9日 - 白市至此站重開[注 1][4]。

另外，在設有客車列車時代。上行大部分列車會在此站停車，隨後連結輔助機車。隨後在昭和初期至中期，此站為特急列車和急行列車的停車站。

## 車站構造
車站是一座設有跨站式站房的地面車站，設有2面4線的島式月台。在站內外均設有升降機。而閘外的跨線橋由廣島市建設，因此在鐵道營業法上不屬於鐵道用地。
此站是由西條站管理，並委托JR西日本廣島MAINTEC負責車站業務，為業務委託車站。另外，此站位於JR特定都區市內制度中，「廣島市內」的車站（同時為最東邊的「廣島市內」車站）。車站可以使用ICOCA與其互相可以使用的IC卡。

### 月台
| 月台 | 路線     | 上下行 | 方向                   | 備註                                                    |
| ---- | -------- | ------ | ---------------------- | ------------------------------------------------------- |
| 1、2 | 山陽本線 | 下行   | 廣島、岩國方向         | 部分有部分列車使用2號月台 而從此站出發的列車使用3號月台 |
| 3、4 | 山陽本線 | 上行   | 八本松、西條、三原方向 | 以此為終點站的列車部分會使用3號月台                     |

- 1號月台為下行本線，2號月台為下行副本線，3號月台為上行副本線，4號月台為上行本線。通常列車會使用1和4號月台。3號月台可向兩方向出發。
- 在實施「星期三暫停服務」時，部分從此站出發的下行列車會使用2號月台。
- 在2002年10月5日至2010年3月12日，為「城市快車」的停車站，並於此站進行緩急接續。以此站為終點站的上行普通列車會使用3號月台，續行的上行快速「城市快車」會使用4號月台。以此站為終點站的列車，在1號月台的下行快速「城市快車」出發後，會於3號月台直接折返，執行下行普通列車班次。現時於此站折返的定期列車中，只有每日於黃昏1往返班次。
- 此站曾經設有瀨野機關區，當時車站只有2面3線的相對式、島式月台，在舊1號月台與舊3號月台之間設有中線（舊2號月台）。另外，在舊4號月台外側設有機關區，在機關區同設有多條路軌。舊3、4號月台為島式月台，與並現時3、4號月台相同。舊1號月台與中線（舊2號月台）撤走，並改建成為現時1、2號月台（島式月台），成為現時2面4線的姿態。

## 使用狀況
- 以下數據是來自廣島市統計書。

| 年度               | 1日平均 乘車人次 | 年度中 總數 | 使用定期票 總數 | 使用普通票 總數 |
| ------------------ | ---------------- | ----------- | --------------- | --------------- |
| 1968年（昭和43年） | 1,404.3          | 1,025,138   | 871,658         | 153,480         |
| 1969年（昭和44年） | 1,446.1          | 1,055,651   | 882,604         | 173,047         |
| 1970年（昭和45年） | 1,470.2          | 1,073,263   | 858,936         | 213,327         |
| 1971年（昭和46年） | 1,554.0          | 1,137,545   | 882,906         | 254,639         |
| 1972年（昭和47年） | 1,639.7          | 1,197,000   | 893,404         | 303,596         |
| 1973年（昭和48年） | 1,790.3          | 1,306,892   | 975,538         | 331,354         |
| 1974年（昭和49年） | 1,973.1          | 1,440,339   | 1,088,560       | 351,779         |
| 1975年（昭和50年） | 1,978.2          | 1,448,040   | 1,060,514       | 387,526         |
| 1976年（昭和51年） | 2,097.9          | 1,531,441   | 1,125,036       | 406,405         |
| 1977年（昭和52年） | 2,124.5          | 1,550,855   | 1,129,820       | 421,035         |
| 1978年（昭和53年） | 2,099.3          | 1,532,494   | 1,107,648       | 424,846         |

以上為1日平均乘車人次數據，當中假設上車與下車人數相同。隨後把年度除365日（由於設有閏年的關係，1971、1975年會除366），再除2（上車與下車人次），最後取自兩位小數點再四捨五入。
| 年度                | 1日平均 乘車人次 |
| ------------------- | ---------------- |
| 1979年（昭和54年）  | 2,097            |
| 1980年（昭和55年）  | 2,121            |
| 1981年（昭和56年）  | 2,170            |
| 1982年（昭和57年）  | 2,165            |
| 1983年（昭和58年）  | 2,267            |
| 1984年（昭和59年）  | 2,372            |
| 1985年（昭和60年）  | 2,423            |
| 1986年（昭和61年）  | 2,484            |
| 1987年（昭和62年）  | 2,668            |
| 1988年（昭和63年）  | 2,922            |
| 1989年（平成 元年） | 2,649            |
| 1990年（平成02年）  | 2,694            |
| 1991年（平成03年）  | 2,715            |
| 1992年（平成04年）  | 2,718            |
| 1993年（平成05年）  | 2,804            |
| 1994年（平成06年）  | 2,820            |
| 1995年（平成07年）  | 2,767            |
| 1996年（平成08年）  | 2,773            |
| 1997年（平成09年）  | 2,740            |
| 1998年（平成10年）  | 2,706            |
| 1999年（平成11年）  | 2,769            |
| 2000年（平成12年）  | 2,729            |
| 2001年（平成13年）  | 2,713            |
| 2002年（平成14年）  | 2,745            |
| 2003年（平成15年）  | 2,832            |
| 2004年（平成16年）  | 2,856            |
| 2005年（平成17年）  | 2,944            |
| 2006年（平成18年）  | 3,030            |
| 2007年（平成19年）  | 3,211            |
| 2008年（平成20年）  | 3,319            |
| 2009年（平成21年）  | 3,315            |
| 2010年（平成22年）  | 3,303            |
| 2011年（平成23年）  | 3,344            |
| 2012年（平成24年）  | 3,381            |
| 2013年（平成25年）  | 3,445            |
| 2014年（平成26年）  | 3,406            |
| 2015年（平成27年）  | 3,570            |
| 2016年（平成28年）  | 3,668            |
| 2017年（平成29年）  | 3,672            |

乘車人數圖表

## 車站周邊

### 北出口
- 瀨野機關區記念碑
- 空中鐵路服務（日语：スカイレールサービス）廣島短距離交通瀨野線（日语：スカイレールサービス広島短距離交通瀬野線） 綠口站（車站鄰接）
- 空中鐵路鎮綠坂（日语：スカイレールタウンみどり坂）（住宅團地）
- 廣島市瀨野站北出口單車等停車場
- 商事綠坂店
- 廣島市立瀨野川東中學（日语：広島市立瀬野川東中学校）
- Nonno保育園
- JA農業園瀨野菜園
- 淨行寺
- 宮木醫院
- 瀨野川團地

### 南出口
- 國道2號
- 廣島市瀨野福利中心
- 藝陽巴士（日语：芸陽バス） 瀨野站巴士站
- JA安藝瀨野分店
- 瀨野川郵局
- 廣島市立瀨野小學（日语：広島市立瀬野小学校）
- 廣島市立瀨野幼稚園
- 瀨野白川醫院

## 相鄰車站
西日本旅客鐵道
 山陽本線
■快速「城市快車」（只有星期六及假日下行班次）、■快速「通勤快車」（只有平日早上下行班次）
通過
■普通
八本松－瀨野－中野東
在1912年至1939年之間，此站與八本松站之間曾設有上瀨野號誌站。

## 注腳

## 外部連結
- 瀨野｜車站資訊：JR出門網 - 西日本旅客鐵道